# Апраксия
Апраксия (от гръцки: άπραξία – „липса на действие“, „ бездействие“) е загуба на способността за извършване на сложни придобити двигателни умения у човека. Апраксията не се дължи на парализа или сетивен дефицит, а на увреда предимно в теменния дял на кората на главния мозък.

## Видове апраксии
Праксисът е сложна възприятийно-моторна и познавателна висша функция на мозъчната кора за придобити чрез обучение сложни автоматизирани двигателни умения и навици. При загуба на тази способност, означавана като апраксия, пациентът не е в състояние да извършва определени действия. При различните видове апраксии са нарушени идеите за тези действия или реализацията им.

### Моторна (мелокинетична)
Загуба на способността за извършване на фини движения. Дължи се на увреда във вторичната сензомоторна кора и премоторната кора.

### Идеомоторна
Пациентът е със съхранена идея за движението, но реализацията е затруднена. Той разбира командата, представя си движението, но не може да го изпълни. Работата с предмети е затруднена, движенията са бавни. Дължи се на увреда във връзката между центъра на идеите и моторната кора, при запазени двигателни и сетивни функции. Засегната е моторната кора или допълнителната моторна кора, понякога базалните ганглии.

### Идеаторна
Пациентът може да извършва прости и спонтанни движения, но не успява да си представи плана за сложните. Невъзможно е да изпълни движение по команда, да имитира видяно движение или движение по символ или картина. Дължи се на увреда в центъра на идеите за движение, лезията може да е в лявото полукълбо или и в двете, в мазолестото тяло, в теменно-тилния или слепоочно-теменно-тилния дял на кората. Този вид апраксия е характерна за болестта на Алцхаймер.

### Конструктивна
Нарушена е пространствената ориентация и пространствените движения. Пациентът изпитва затруднения при подреждане, рисуване или поставяне на предмети на определени места в пространството. Дължи се на увреда в десния слепоочно-теменно-тилен дял на кората. Среща се при болестта на Алцхаймер и инфарктна деменция.

### Оро-фациална
Нарушени са движенията на лицевите мускули, езика и устните.

### Вербална (речева)
Нарушени са артикулацията и подреждането на фонеми. Дължи се на увреда в долната част на фронталната гънка, в нейната оперкуларна част.

### Погледна
Нарушена е способността за насочване на очите в определена посока, както и задържането на погледа. Дължи се на двустранни увреди в теменните дялове.

### Апраксия на тялото
Нарушена е способността за заемане на определена поза. Нейна разновидност е апраксията на походката. Дължи се на двустранни увреди в челните дялове, със засягане на мазолестото тяло.

### Апраксия на обличането
Нарушена е способността за обличане. Пациентът губи представа за схемата на движенията и частите на тялото си. Дължи се на увреда в десния теменен дял.